# Thomas Cook Group
Thomas Cook Group — британська компанія, що спеціалізувалася на наданні туристичних послуг. Компанія була заснована в лютому 2007 року шляхом злиття безпосередньо Thomas Cook AG з іншим британським туроператором MyTravel Group та існувала до свого банкрутства у вересні 2019 року. Thomas Cook Group була наступником Thomas Cook & Son, заснованої Томасом Куком 1841 року, через що її вважали найстарішим туристичним оператором у світі.

## Банкрутство
23 вересня 2019 року компанія оголосила себе банкрутом.